# ماریو پرادا
ماریو پرادا (به انگلیسی: Mario Prada) (درگذشت: ۱۹۵۸) مؤسس و طراح ارشد مدل‌های برند پرادا و متولد میلان می‌باشد. پرادا کمپانی تخصصی مدل‌های مردانه و زنانه مثل عینک، چرم، کفش، چمدان و کیف دستی می‌باشد.

## پیوند مرتبط
پرادا